# Bozony
Bozony (ang. boson od nazwiska fizyka Satyendra Bose) – cząstki posiadające całkowity spin (1, 2, 3...). W świecie cząstek elementarnych odgrywają one kluczową rolę, ponieważ przenoszą oddziaływania. Większość bozonów to cząstki złożone, jednakże 12 z nich (tak zwane bozony cechowania) są cząstkami elementarnymi, niezłożonymi z mniejszych cząstek (cząstki fundamentalne).

## Właściwości bozonów
Każda cząstka jest bozonem lub fermionem, zależnie od posiadanego spinu – twierdzenie statystyki spinowej narzuca wynikającą z niego statystykę kwantową, która odróżnia fermiony od bozonów. Zgodnie z modelem standardowym fermiony są cząstkami elementarnymi „materii”, natomiast bozony przenoszą oddziaływania.
W związku ze spinem całkowitym (twierdzenie o związku spinu ze statystyką), nieoddziałujące bozony podlegają statystyce Bosego-Einsteina. Jedną z jej konsekwencji jest istnienie kondensatu Bosego-Einsteina, „piątego” stanu skupienia materii, w którym dowolna liczba bozonów może dzielić ten sam stan kwantowy.
Oddziaływania wirtualnych bozonów z rzeczywistymi fermionami nazywamy oddziaływaniami podstawowymi. Zachowanie pędu w tych oddziaływaniach objawia się matematycznie we wszystkich znanych siłach. Bozony uczestniczące w tych oddziaływaniach nazywamy bozonami cechowania. Są to:
- dwa bozony W i jeden Z (oddziaływanie słabe)
- osiem gluonów (oddziaływanie silne)
- foton (oddziaływanie elektromagnetyczne)
- hipotetyczny grawiton pośredniczący w grawitacji.

Cząstki złożone z kilku innych cząstek (tak jak protony lub neutrony) mogą być zarówno fermionami, jak i bozonami, zależnie od ich całkowitego spinu. Z tego powodu wiele jąder atomowych jest bozonami. Pomimo tego, że cząstki tworzące jądra, tj. proton, neutron, a także krążące wokół jądra elektrony, są fermionami, możliwe jest by jeden pierwiastek (na przykład hel) miał izotopy będące fermionami (np. 3He) i inne będące bozonami (np. 4He). (3He) jest złożony z jednego neutronu, dwóch protonów [PNP] i dwóch elektronów. Podobnie jądro(!) deuteru (2H), złożone z jednego protonu i jednego neutronu [NP] jest bozonem, podczas gdy jądro trytu (3H), które jest złożone z dwóch neutronów i jednego protonu [NPN] jest fermionem.
Różnica pomiędzy statystykami bozonów i fermionów istnieje wyłącznie przy dużych gęstościach – kiedy ich funkcje zachodzą na siebie. W niskich gęstościach, obydwie statystyki redukują się do statystyki Maxwella-Boltzmanna, więc zarówno bozony i fermiony zachowują się jak cząsteczki klasyczne.

## Przykłady bozonów
- każda cząstka o spinie całkowitym
- jądra deuteru
- atomy helu-4
- fotony, przenoszące oddziaływania elektromagnetyczne
- bozony W i Z, przenoszące oddziaływania słabe
- gluony
- fonony
- bozony Higgsa